# Course de côte Turckheim - Trois-Épis
La Course de côte Turckheim - Trois-Épis est une compétition automobile disputée durant trois jours chaque premier week-end de septembre (le dernier de juin jusqu'en 1980) à 7 kilomètres à l’ouest de Colmar dans la vallée de la Fecht (département du Haut-Rhin) grâce à l'ASACAR sous l'égide de l'ASA Alsace. Elle est réservée à des véhicules de tourisme, de production, ainsi qu'à des prototypes et à des monoplaces.

## Histoire
Elle est la plus ancienne du championnat de France de la montagne, qu'elle n'a jamais quitté depuis sa création en 1956 par un entrepreneur local (Jacques Schwindenhammer, vainqueur de la première édition) et par l'Automobile Club d'Alsace. Le Suisse Heini Walter l'a également remportée en 1957 et 1958 (sur Porsche 550 spyder), 1962 (sur Porsche RS), 1965 (sur Porsche 904 GTS), puis 1966 et 1967 (deux fois sur Ferrari 250 LM P), 1964 offrant entre-temps la victoire à son compatriote Charles Voegele sur Lotus Monte-Carlo, et 1959 celle-ci à Fernand Tavano. Daniel Heras (France) a gagné le Premier Prix, en 1961 (sur Austin Healey).
Elle fait son entrée au championnat d'Europe de la montagne en 1980, pour y figurer sans discontinuer durant près de 25 ans jusqu'en 2003.
En 2000, une chicane de ralentissement est incorporée au parcours à 600 mètres de la ligne de départ, dans la ligne droite précédant le réputé virage de La Maison Vosgienne. Des pointes de vitesse de plus de 230 km/h sont parfois enregistrées sur le reste de la distance à travers vignobles et sous-bois, la totalité du tracé à parcourir étant de près de 6 kilomètres (actuellement le plus long du championnat), avec un dénivelé de 370 mètres entre 280 et 650 mètres d'altitude et une pente moyenne de 5,5 % pour atteindre la station climatique des Trois Épis.
Elle compte aussi pour le championnat du Luxembourg des courses de côte, et compta également un temps pour celui de Suisse. Elle n'a jamais été interrompue depuis sa création.
Une épreuve « Historic » existe depuis 1979, incorporée à la Coupe de France VHC de la montagne.

## Palmarès depuis 1970
| Année              | Pilote             | Voiture                                                |
| ------------------ | ------------------ | ------------------------------------------------------ |
| 1970               | Hervé Bayard       | Tecno F2                                               |
| 1971               | Xavier Perrot      | March F2                                               |
| 1972               | Hervé Bayard       | Surtees TS5                                            |
| 1973               | Yves Martin        | McLaren M22                                            |
| 1974               | Pierre Maublanc    | March 742                                              |
| 1975               | Pierre Maublanc    | March 752                                              |
| 1976               | Jimmy Mieusset     | March 752                                              |
| 1977               | Christian Debias   | Ralt RT1                                               |
| 1978               | Jimmy Mieusset     | Ralt RT1                                               |
| 1979               | Guy Fréquelin      | Martini Mk 25 F2                                       |
| 1980               | Marcel Tarrès      | Martini Mk                                             |
| 1981               | Marcel Tarrès      | Martini Mk                                             |
| 1982               | Marcel Tarrès      | Martini Mk 28                                          |
| 1983               | Marcel Tarrès      | Martini T01                                            |
| 1984               | Marcel Tarrès      | Martini                                                |
| 1985               | Marcel Tarrès      | Martini Mk 43                                          |
| 1986               | Marcel Tarrès      | Martini                                                |
| 1987               | Daniel Boccard     | Martini Mk 45                                          |
| 1988               | Marcel Tarrès      | Martini Mk 53                                          |
| 1989               | Marcel Tarrès      | Martini Mk 53                                          |
| 1990               | Marcel Tarrès      | Martini Mk 56                                          |
| 1991               | Marcel Tarrès      | Martini Mk 56                                          |
| 1992               | Marcel Tarrès (12) | Martini Mk 56                                          |
| 1993               | Christian Debias   | Martini Mk 58B                                         |
| 1994               | Daniel Boccard     | Martini Mk 62                                          |
| 1995               | Christian Debias   | Martini Mk 58B                                         |
| 1996               | Daniel Boccard     | Martini Mk 69                                          |
| 1997               | Daniel Boccard     | Martini Mk 69                                          |
| 1998               | Daniel Boccard     | Martini Mk 69                                          |
| 1999               | Bernard Chambérod  | Reynard F3000                                          |
| 2000               | Bernard Chambérod  | Reynard 92 D                                           |
| 2001               | Bernard Chambérod  | Reynard 92 D                                           |
| 2002               | Bernard Chambérod  | Reynard 92 D                                           |
| 2003               | Gérard Petit       | Reynard                                                |
| 2004               | Lionel Régal       | Reynard 95D (temps absolu: 2 min 29 s 455)             |
| 2005               | Lionel Régal       | Reynard 95D                                            |
| 2006 (50e édition) | Lionel Régal       | Reynard 95D                                            |
| 2007               | Lionel Régal       | Reynard nippon 1KL (temps absolu : 2 min 28 s 264)     |
| 2008               | Sébastien Petit    | Reynard 95D                                            |
| 2009               | Lionel Régal       | Reynard 01L (temps absolu : 2 min 28 s 225)            |
| 2010               | Sébastien Petit    | Reynard 95D                                            |
| 2011               | Nicolas Schatz     | Lola T94/50                                            |
| 2012               | Nicolas Schatz     | Reynard nippon                                         |
| 2013               | Nicolas Schatz     | Norma 20 FC (temps absolu : 2 min 28 s 029 - 144 km/h) |
| 2014               | Nicolas Schatz     | Norma 20 FC (temps absolu : 2 min 26 s 770)            |
| 2015               |                    |                                                        |
| 2016               |                    |                                                        |
| 2017               |                    |                                                        |
| 2018               |                    |                                                        |
| 2019               |                    |                                                        |
| 2020               |                    |                                                        |
| 2021               |                    |                                                        |
| 2022               |                    |                                                        |
| 2023               | Geoffrey Schatz    | Nova Proto NP01-2 (temps absolu : 2 min 21 s 967)      |

## Liens connexes
- Course de côte ;
- Championnat d'Europe de la montagne.